# Агасси, Майк
Эмануэль (Майк) Агасси слу́шайтео файле (перс. امانوئل (مایک) آغاسی‎, Emanoul B. Aghasi, позже англ. Emmanuel "Mike" Agassi; 25 декабря 1930, Сельмас, Западный Азербайджан — 24 сентября 2021, Лас-Вегас, Невада) — иранский боксёр, дважды представлявший эту страну на летних Олимпийских играх. Впоследствии эмигрировал в США. Отец теннисиста Андре Агасси.

## Биография
Эмануэль Агаси родился в конце 1930 года в Сельмасе (Иран) в армянской семье (некоторые источники говорят о смешанном армяно-ассирийском происхождении, но в автобиографии это не подтверждено). Его отец, Давид Агасян, был выходцем из Киева, где родился в 1880-е годах и со временем стал преуспевающим плотником. Собственному делу и сбережениям Давида положили конец революция и последовавшая гражданская война, заставившие его бежать в Иран. В определённый момент, опасаясь насилия со стороны турок, которому подвергались армяне, Давид поменял фамилию на Агаси. Мать Эмануля, Нуния, также армянка, попала в Персию из Турции, откуда переехала к родным. Хотя Давид был на 20 лет старше её, это не помешало созданию семьи. С 1925 года у Давида и Нунии родились пятеро детей, из которых Эмануэль был третьим.
Эмануэль рос спортивным ребёнком. Его первым увлечением стал футбол, но позже он познакомился с теннисом и полюбил эту игру, наблюдая за американскими и британскими солдатами, играющими на кортах при Американской христианской миссии в Тегеране. Один из солдат подарил ему его первую теннисную ракетку, которую Эмануэль сохранил вплоть до переезда в США. Ближе к 16 годам Эмануэль заинтересовался боксом, который впервые увидел на гастролях русского цирка. В этом возрасте он часто участвовал в уличных потасовках, и в одной из них его заметил тренер по боксу из частного клуба Nerou Rastey в центре Тегерана. Он пригласил Эмануэля в клуб, и в первом же своём тренировочном бою тот, по собственным воспоминаниям, побил всех соперников, а через две недели выиграл спонсированный клубом боксёрский турнир в легчайшем весе.
Со временем Эмануэль, чьи занятия в престижном частном клубе оплачивались за счёт государственных дотаций на спорт, привлёк внимание тренера Ханса Цигларски — серебряного призёра Олимпийских игр 1932 года в легчайшем весе. Цигларски составил для Агаси регулярный тренировочный режим, и через несколько месяцев тот выиграл чемпионат Тегерана в легчайшем весе, затем чемпионат Ирана и в 17 лет был включён в сборную страны, направлявшуюся на Олимпиаду в Лондоне.
На Олимпиаде Агаси проиграл свой первый же бой — сопернику из Испании (Альваро Висенте), в итоге занявшему четвёртое место в легчайшем весе. Через четыре года, на Олимпиаде в Хельсинки, история повторилась — иранский боксёр проиграл уже в первом бою в популёгком весе намного более сильному сопернику, Леонарду Лейшингу из ЮАР, ставшему на этой Олимпиаде бронзовым призёром.
В 1950-е годы Эмануэль под вымышленным именем перебрался в США и поселился в Чикаго, американизировав своё настоящее имя до простого «Майк». Он сочетал работу лифтёром с занятиями боксом, тренируясь у знаменитого средневеса Тони Зейла. Там он выиграл местный боксёрский турнир, но отказался от своего первого профессионального матча в «Мэдисон-сквер-гарден», где организаторы свели его с соперником в более тяжёлом весе. В июне 1959 года Майк познакомился с Бетти Дадли. Через два месяца они поженились. В поисках работы они добрались сначала до Лос-Анджелеса, а затем до Лас-Вегаса, где Бетти стала сотрудницей при администрации штата Невада, а Эмануэль стал теннисным тренером при отеле Tropicana, а позже портье в MGM Grand. На этой работе он оставался вплоть до начала XXI века.
У Майка и Бетти родились четверо детей, младшим из которых стал Андре Кирк, родившийся в 1970 году. Все дети Майка учились играть в теннис — сначала с отцом, а позже с профессиональными тренерами. Андре стал профессиональным теннисистом и первой ракеткой мира, а его старшая сестра Рита, несмотря на бурные протесты отца, вышла замуж за знаменитого теннисиста-профессионала 1950-х и 1960-х годов Панчо Гонсалеса — своего тренера, который был на 32 года старше неё. В начале XXI века Майк породнился ещё с одной звездой тенниса — бывшей первой ракеткой мира Штеффи Граф, ставшей женой Андре.